# 多格敦 (加利福尼亞州馬林縣)
多格敦（英語：Dogtown）是位於美國加利福尼亞州馬林縣的一個非建制地區。該地的面積和人口皆未知。

## 地理
多格敦的座標為37°56′41″N 122°42′23″W / 37.94472°N 122.70639°W，而該地的平均海拔高度為57米（即187英尺）。